# Lagunaria patersonia

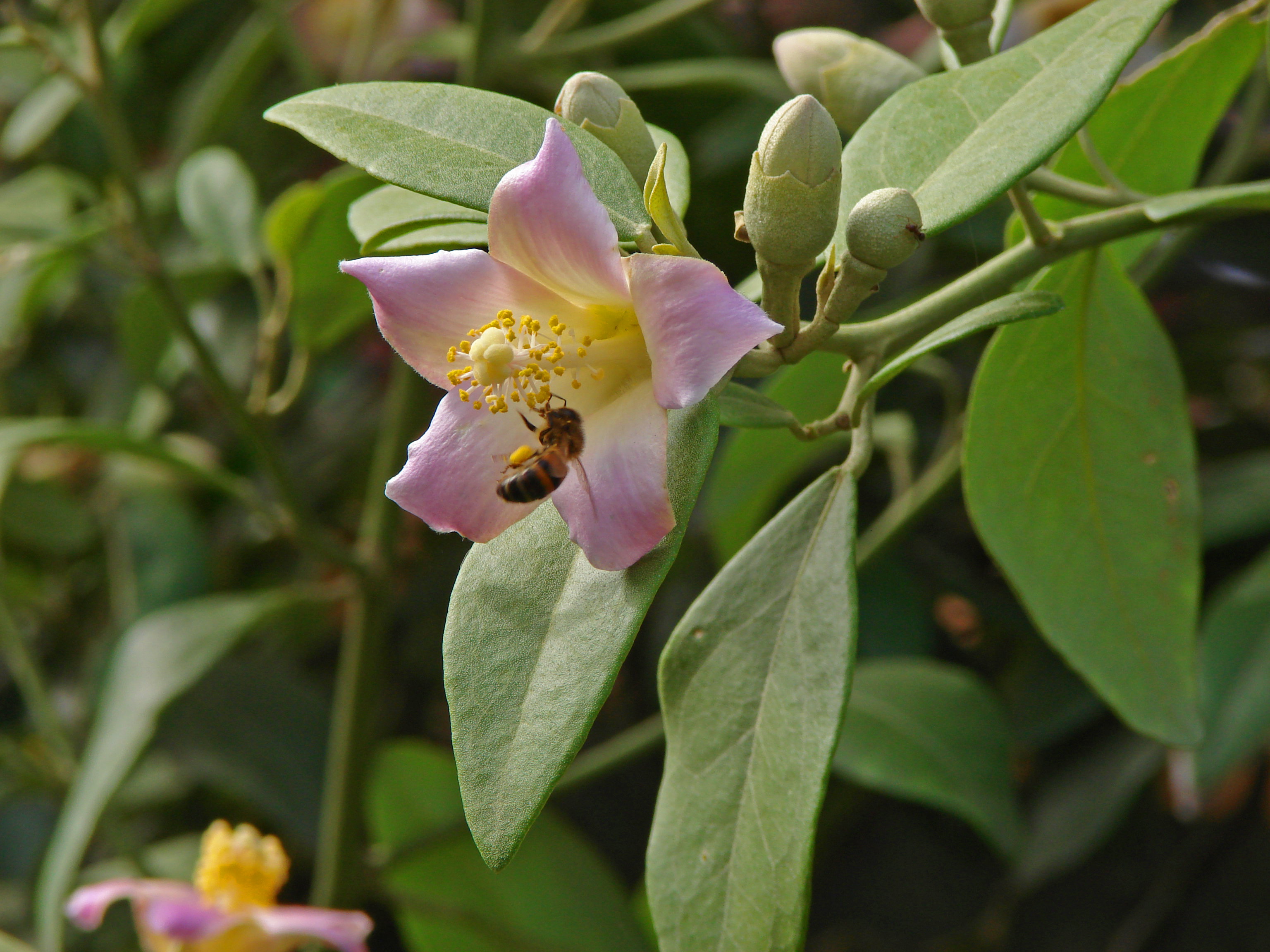
Planta amb flor

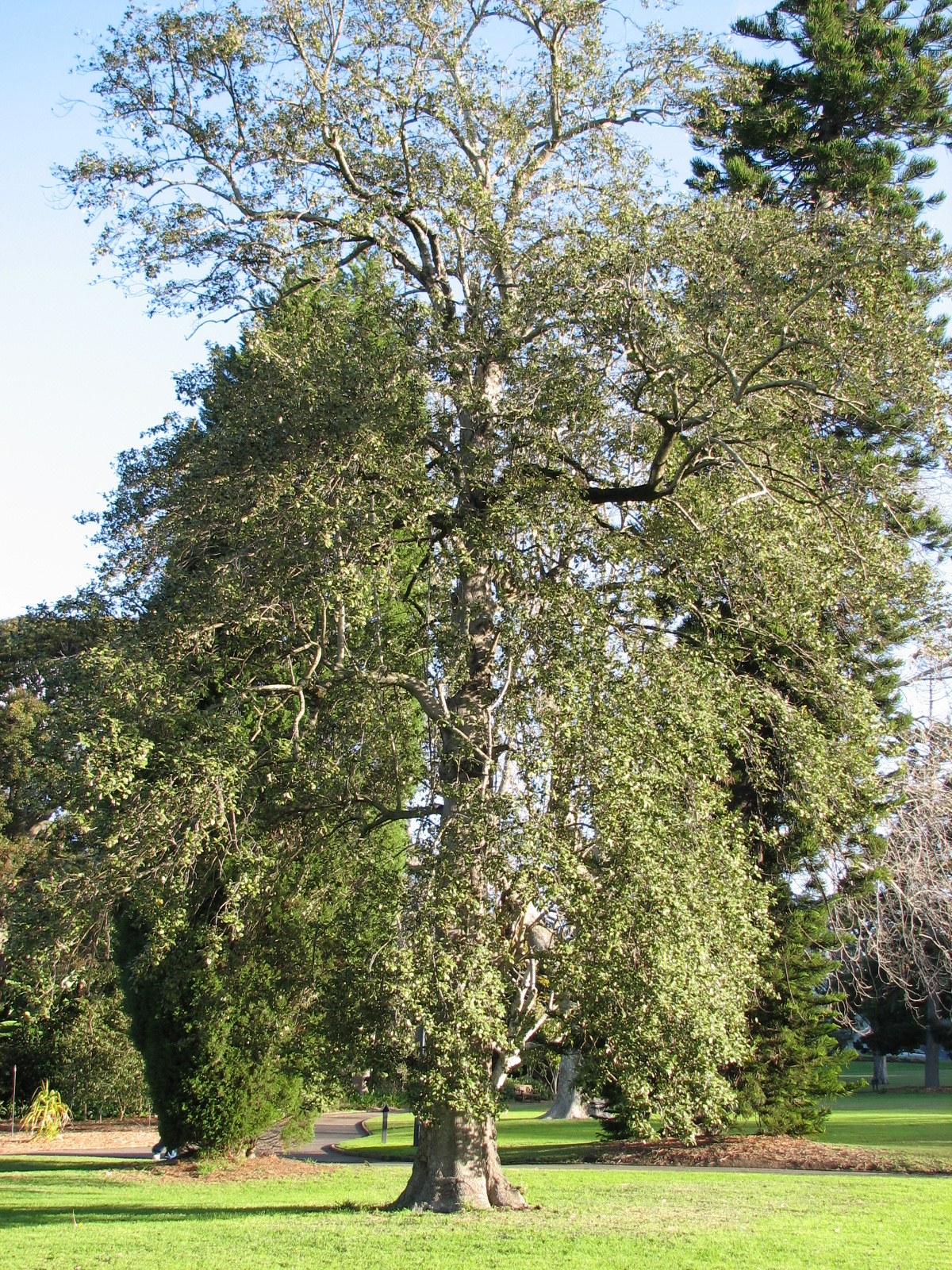
Arbre

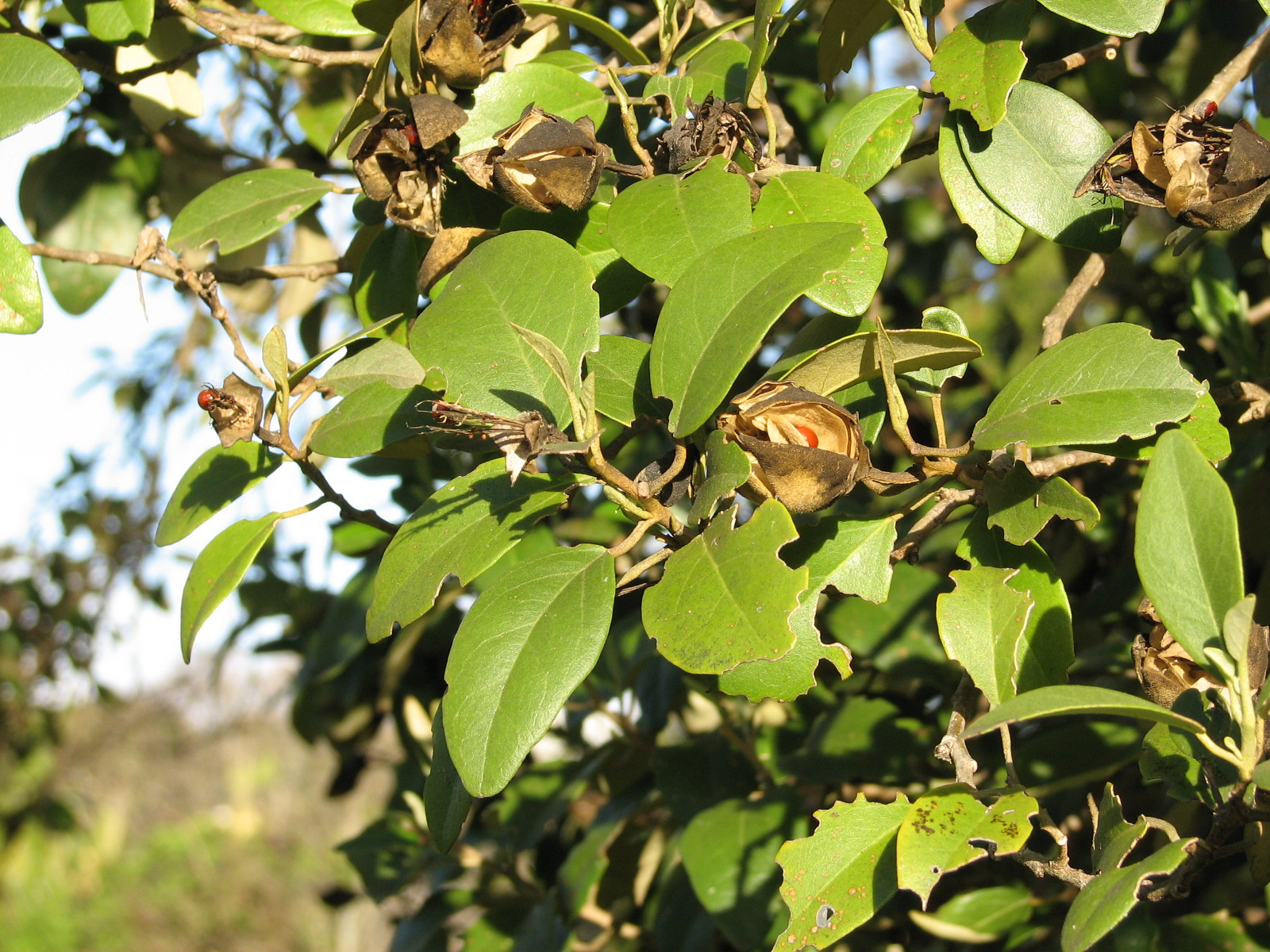
Fulles amb fruit

Lagunaria és un gènere monotípic de plantes amb flors de la família de les malvàcies. La seva única espècie, Lagunaria patersonia, la lagunària o pica-pica, és originària d'Austràlia. És endèmica de l'Illa de Lord Howe, l'Illa Norfolk i parts de la costa de Queensland. S'ha introduït a moltes parts del món.
A Austràlia, Lagunaria es coneix comunament com el "arbre de bomba picant" ("itchy bomb tree" en anglès) a causa dels petits pèls urticants que es troben dins de les beines de les llavors.
És un arbre de port piramidal en la seva joventut i de ràpid creixement, podent aconseguir fins a 15 m. Les fulles són ovals, rugoses i senceres, de color verd fosc per l'anvers i verd blanquinós pel revers. Fulla perenne. Les flors són de color rosa malva, d'aspecte acampanat tubular. Floreix a la primavera- estiu. Els fruits són d'aspecte globular, de color marró fosc apreciant-se 5 unitats independents que l'envolten i s'obren en madurar. Es multiplica per llavors i també per esqueixos.
És una espècie de clima càlid, tot i que aguanta fins i tot uns graus sota zero. Suporta fins a -4 °C. És de fàcil cultiu i requereix exposició assolellada i sòls que drenin bé. S'adapta a sòls secs. És dels arbres més resistents a la salinitat del mar.

## Taxonomia
Lagunaria patersonia va ser descrita per (Andrews) G. Don i publicada a Conspectus Regni Vegetabilis 202, l'any 1828.

### Etimologia
- Lagunaria: nom genèric en honor d'Andrés Laguna, botànic espanyol i metge del Papa Juli III.
- petersonia: epítet atorgat en honor del coronel W. Paterson, que va ser el primer a enviar les llavors a Anglaterra.

### Sinonímia
- Hibiscus patersonii R.Br.
- Hibiscus patersonius Andrews
- Laguna patersonia Sims